# Campionati italiani di triathlon lungo del 2000
I Campionati italiani di triathlon lungo del 2000 sono stati organizzati dalla Federazione Italiana Triathlon e si sono tenuti a Candia Canavese in Piemonte, in data 24 settembre 2000.
Tra gli uomini ha vinto Gianpietro De Faveri (Torino Triathlon), mentre la gara femminile è andata a Silvia Riccò ( Fiamme Azzurre).

## Risultati

### Élite uomini
| Pos. | Atleta               | Società sportiva           | Nuoto    | Bici     | Corsa    | Totale   |
| ---- | -------------------- | -------------------------- | -------- | -------- | -------- | -------- |
|      | Gianpietro De Faveri | Torino Triathlon           | 00:48:59 | 03:03:39 | 02:05:40 | 05:58:18 |
|      | Diego Gazzari        | Torino Triathlon           | 00:53:20 | 03:07:11 | 02:04:37 | 06:05:08 |
|      | Stefano Paoli        | Tri. Rari Nantes Marostica | 00:54:25 | 03:06:07 | 02:06:13 | 06:06:45 |
| 4    | Nicola Carpanese     | Cns - Triathlon            | 00:54:32 | 03:08:19 | 02:07:27 | 06:10:18 |
| 5    | Marco Marchese       | Pol. Maranello             | 00:51:41 | 03:11:46 | 02:07:48 | 06:11:15 |
| 6    | Gianluca Calfapietra | Roma Triathlon PP          | 00:54:58 | 03:12:09 | 02:05:28 | 06:12:35 |
| 7    | Giovanni Galimberti  | Iron Team Arezzo           | 01:01:58 | 03:09:38 | 02:02:40 | 06:14:16 |
| 8    | Marco Saia           | Tri. Rari Nantes Marostica | 01:00:22 | 03:11:35 | 02:02:55 | 06:14:52 |
| 9    | Marino Rocca         | Triathlon Bergamo          | 00:57:05 | 03:12:48 | 02:06:15 | 06:16:08 |
| 10   | Federico Girasole    | Pasta Granarolo            | 00:57:36 | 03:14:57 | 02:06:39 | 06:19:12 |
| 11   | Gianfranco Coppa     | Lazio Triathlon            | 01:01:53 | 03:14:47 | 02:03:41 | 06:20:21 |
| 12   | Luca Villa           | Pol. Maranello             | 00:53:42 | 03:09:46 | 02:18:19 | 06:21:47 |
| 13   | Andrea Bracci        | Pol. Maranello             | 01:01:27 | 03:15:24 | 02:05:02 | 06:21:53 |
| 14   | Luigi Bacco          | Happidea Triathlon         | 01:07:21 | 03:15:04 | 02:00:07 | 06:22:32 |
| 15   | Alberto Roviera      | Ironbiella                 | 01:05:04 | 00:00:00 | 06:25:01 | 06:25:01 |
| 16   | Gianfranco Mione     | Torino Triathlon           | 00:54:28 | 03:12:50 | 02:18:18 | 06:25:36 |
| 17   | Francesco Zane       | Pettinelli Triathlon       | 01:03:09 | 03:19:29 | 02:03:31 | 06:26:09 |
| 18   | Markus Wepfer        | Fed. Straniera             | 00:55:00 | 00:00:00 | 00:00:00 | 06:26:41 |
| 19   | Gianfranco Maserati  | Snam                       | 01:04:32 | 03:18:07 | 02:04:22 | 06:27:01 |
| 20   | Stefano Spina        | New Green Hill             | 01:02:11 | 03:21:47 | 02:04:54 | 06:28:52 |

### Élite donne
| Pos. | Atleta               | Società sportiva        | Nuoto    | Bici     | Corsa    | Totale   |
| ---- | -------------------- | ----------------------- | -------- | -------- | -------- | -------- |
|      | Silvia Riccò         | Fiamme Azzurre          | 00:57:34 | 03:26:28 | 02:13:35 | 06:37:37 |
|      | Mirella Gandellini   | Zeppelin Triathlon Team | 01:04:12 | 03:31:20 | 02:21:12 | 06:56:44 |
|      | Edith Niederfriniger | Läufer Club Bozen       | 00:54:40 | 03:41:37 | 02:22:02 | 06:58:19 |
| 4    | Alessandra Gugliotta | Avia Pervia             | 01:04:56 | 03:45:55 | 02:33:30 | 07:24:21 |
| 5    | Cinzia Arduzzoni     | CUS Parma CSL           | 01:14:24 | 03:49:18 | 02:32:41 | 07:36:23 |
| 6    | Giovanna Bertone     | Pro Patria Pierrel      | 01:38:09 | 03:40:54 | 02:19:24 | 07:38:27 |
| 7    | Beverley Gibson      | Torino Triathlon        | 01:10:06 | 03:52:43 | 02:35:40 | 07:38:29 |
| 8    | Renata Della Valle   | Rivoli Triathlon        | 01:18:58 | 03:56:43 | 02:35:36 | 07:51:17 |
| 9    | Laura Dell'Erba      | Triathlon Novara        | 01:21:42 | 03:50:36 | 02:54:32 | 08:06:50 |
| 10   | Gigliola Colautti    | Fun Tri Team            | 01:42:56 | 04:04:45 | 03:01:48 | 08:49:29 |
| 11   | Cristina Moretti     | Fun Tri Team            | 01:42:49 | 04:11:58 | 03:32:26 | 09:27:13 |